# Lil Kleine
Lil Kleine, pseudonimo di Jorik Scholten (Amsterdam, 15 ottobre 1994), è un rapper olandese.

## Biografia
Originario di Amsterdam, Lil Kleine è salito alla ribalta grazie alla pubblicazione del singolo Stoff und Schnaps, arrivato in vetta nella Dutch Chart, al 3º posto nella Ultratop 50 Singles delle Fiandre, al 16º nella Offizielle Deutsche Chart e al 65º nella Ö3 Austria Top 40. Il singolo è stato successivamente certificato quintuplo platino dalla NVPI, platino dalla BVMI e oro sia dalla BEA che dalla IFPI Danmark. I suoi primi tre album in studio sono stati tutti certificati platino dalla Nederlandse Vereniging van Producenten en Importeurs van beeld- en geluidsdragers con oltre 40 000 unità vendute ciascuno in suolo olandese e si sono collocati al vertice della classifica nazionale.
Nel 2017 ha trionfato agli MTV Europe Music Awards come miglior artista olandese e miglior artista mondiale in rappresentanza dei Paesi Bassi.

## Discografia

### Album in studio
- 2016 – Wop!
- 2017 – Aleen
- 2020 – Jongen van de straat
- 2021 – Kleine
- 2022 – Ibiza Stories

### EP
- 2021 – Kleine

### Singoli
- 2013 – Zo verdomd alleen (feat. Danny de Munk)
- 2015 – Liegen voor de rechter (con Ronnie Flex e Jonna Fraser)
- 2015 – Goonies & Hoolies (con Ronnie Flex, Bokoesam, XL e Idaly)
- 2015 – Zeg dat niet (con Ronnie Flex)
- 2016 – 1, 2, 3 (feat. Ronnie Flex)
- 2016 – Stoff und Schnaps (con Ronnie Flex)
- 2016 – Vakantie
- 2017 – Je gaat zo dik
- 2017 – Alleen
- 2017 – Patsergedrag (con Sevn Alias e Boef)
- 2017 – Hop hop hop (con Mr. Polska)
- 2018 – Beetje moe (con Kevin e Chivv)
- 2018 – Ze willen mee (con Hardwell, Bizzey e Chivv)
- 2018 – Verleden tijd (con Frenna)
- 2019 – Het geluid
- 2019 – Dichterbij je
- 2019 – Rook
- 2019 – Af en toe
- 2019 – 4 Life (con Jonna Fraser)
- 2019 – Vol
- 2019 – Blijven
- 2020 – Joanne
- 2020 – Jongen van de straat
- 2020 – Mij niet eens gezien (con i Kris Kross Amsterdam e Yade Lauren)
- 2020 – Taka (con Yung Flex e Poke feat. Yemi Alade)
- 2021 – Waar ik vandaan kom
- 2021 – Standaard procedure (feat. Ronnie Flex)
- 2021 – Oeh oeh baby (con Josylvio)
- 2021 – Gabber (con Tino Martin)
- 2023 – Aleen (Weer)
- 2024 – Johnny (con Mula B e Shirak)
- 2024 – Chin chin (con Ronnie Flex e Antoon)
- 2025 – Wolken (con KA e Shirak)
- 2025 – Don Julio Daddy (con Jonna Fraser)
- 2025 – Lies (con Yade Lauren)